# Rinascita (film 2022)
Rinascita (Resurrection) è un film del 2022 diretto da Andrew Semans.
Pellicola thriller di produzione statunitense, con risvolti horror e psicologici, mostrata in anteprima al Sundance Film Festival il 22 gennaio 2022.

## Trama
Margaret è una donna in carriera che vive ad Albany, New York, madre single di Abbie, che sta partendo per il college. Ha una relazione con Peter, un suo collega sposato. Un giorno, Abbie trova un dente nel portafoglio. Qualche giorno più tardi la ragazza ha un brutto incidente in bicicletta dopo aver bevuto con un'amica, e Margaret è presa dai sensi di colpa per aver risposto tardi ai messaggi della figlia, in quanto era a letto con Peter. Durante una conferenza di lavoro, Margaret scorge la presenza di un uomo che non si aspettava di vedere lì. Ha un attacco di panico, corre a casa e impedisce ad Abbie di vedere una sua amica.
Margaret quindi ha un incubo in cui trova un neonato nel forno. Mentre fa delle compere con la figlia, vede di nuovo quell'uomo. Scappa allora a casa con Abbie che comincia a preoccuparsi per il comportamento della madre. Margaret incrocia di nuovo l'uomo in un parco, ma stavolta decide di affrontarlo. Si tratta di David, che lei conosce bene. Lui sulle prime dice che lei si sbaglia, ma poi la irride, prima dicendole "Ben è con me" e poi aprendo la bocca mostra chiaramente che gli manca un dente. Margaret va alla polizia, ma non ci sono gli estremi per una denuncia o per ottenere una restrizione. Allora recupera una pistola e costringe in casa la figlia.
Alla giovane collega Gwyn che usava confidarsi con lei, Margaret racconta allora tutta la sua storia. All'età di 18 anni andò dall'Inghilterra in Canada, in un posto isolato per una vacanza con i genitori. Lì fu notata da questo David, uomo più grande e affascinante, che fece amicizia con i genitori e poi instaurò uno strano rapporto con lei, che decise di stabilirsi lì. L'uomo chiedeva a Margaret di offrirle "gentilezze", che erano essenzialmente atti di autolesionismo o umiliazione personale, in cambio del suo amore per lei. Dato alla luce, in gran segreto, un figlio di nome Benjamin, Margaret finì per coinvolgere lo stesso nelle follie del suo compagno. Un giorno, tornata a casa Ben era scomparso, di lui erano rimaste due dita. David affermò di averlo mangiato e manipolò la ragazza facendole credere che il loro figlio non fosse morto ma vivesse dentro di lui. Alla fine Margaret fuggì negli Stati Uniti e cercò di rifarsi una vita dimenticando questo incubo.
Tornato dopo 22 anni nella sua vita, ora Margaret, per difendere se stessa e sua figlia, è decisa a liberarsi di David, anche con gesti estremi. Ma David riprende a manipolarla come un tempo giocando sulle vulnerabilità della donna.
Margaret si piega alle nuove "gentilezze" imposte, ma al tempo stesso tutela la figlia e progetta di uccidere David, senza riuscirci. Abbie e Peter che la vedono sconvolta, le chiedono di cercare aiuto, ma lei allontana entrambi. 
Abbie, spaventata scappa di casa, mentre Peter, che le confessa il suo amore, viene preso a pugni e minacciato. David va a trovare Margaret al lavoro e la convoca in una stanza d'albergo per quella sera. La donna scrive una lettera di addio ad Abbie e registra un videomessaggio, poi si reca all'appuntamento.
Nella stanza d'albergo David fa sentire a Margaret lo stomaco e afferma che Ben si sta muovendo. Margaret, in un primo momento sembra assecondare l'uomo, ma poi lo attacca con dei coltelli che aveva portato con sé. Legatolo al letto gli apre lo stomaco, uccidendolo. Tirati fuori gli intestini, trova un feto che respira e lo estrae con cura.
In fine Abbie lascia la casa per andare al college. Dice amorevolmente addio a Margaret, che tiene in braccio il bambino. Abbie la ringrazia per averla tenuta al sicuro mentre Margaret le permette di tenere in braccio il bambino da sola. Tuttavia, il sorriso di Margaret svanisce lentamente prima che sussulti per il terrore.

## Accoglienza

### Critica
Il film ha avuto per lo più critiche positive. In particolare è stata elogiata Rebecca Hall nell'interpretazione della tormentata protagonista.